# V Liceum Ogólnokształcące im. ks. Piotra Ściegiennego w Kielcach
V Liceum Ogólnokształcące im. ks. Piotra Ściegiennego w Kielcach – jedna z kieleckich szkół ponadpodstawowych.

## Historia
W 1920 roku wśród kieleckich księży dziekanów powstał pomysł utworzenia gimnazjum katolickiego. W 1922 zakupiono tereny przy ówczesnej ulicy Źródłowej (obecnie przy ulicy św. Stanisława Kostki na osiedlu Zagórska Północ), a 2 lata później rozpoczęto budowę według projektu inż. W. Nowakowskiego przy konsultacji warszawskiego architekta Stefana Szyllera. Pierwsi uczniowie Prywatnego Gimnazjum Męskiego im. św. Stanisława Kostki rozpoczęli naukę we wrześniu 1927 roku.
W wyniku reformy szkolnej ministra Jędrzejewicza w 1932 roku ośmioklasowe gimnazjum zamieniono na czteroklasowe uzupełnione dwuklasowym liceum. Powstała także szkoła powszechna, w której nauczanie prowadziła kadra gimnazjum.
6 września 1939 roku budynki zajęli Niemcy, opuszczając je po dwóch latach. W tym czasie podjęto próby urządzenia w nim zakładu kształcenia nauczycieli. 9 października 1944 ponownie weszli okupanci, pozostając w nich do 15 stycznia 1945. Naukę w gimnazjum wznowiono w marcu 1945.
W wyniku upaństwowienia szkół w 1949 gimnazjum zamieniono w II Państwową Męską Szkołę Ogólnokształcącą stopnia licealnego. Dwa lata później w budynku umiejscowiono Szkołę Podstawową nr 8, co pociągnęło za sobą zmianę nazwy na Szkoła Podstawowa i Liceum Towarzystwa Przyjaciół Dzieci nr 1. Od tego momentu w szkole uczyły się także dziewczęta. Po likwidacji szkół Towarzystwa Przyjaciół Dzieci w 1956 szkoła ponownie zmieniła nazwę na Szkoła Podstawowa i Liceum Ogólnokształcące nr 1. Dziesięć lat później – w 1966 – kolejna reforma oświaty zlikwidowała jedenastoletnie szkoły, w wyniku czego powstała Szkoła Podstawowa nr 24 oraz V Liceum Ogólnokształcące, które za patrona przyjęło Piotra Ściegiennego – księdza, założyciela Związku Chłopskiego.
Liceum mieści się przy ulicy Marszałkowskiej 96 na osiedlu Uroczysko.

## Absolwenci
- Małgorzata Bielecka – malarka
- Krzysztof Klicki – przedsiębiorca
- Tadeusz Kłak – dziennikarz, historyk literatury polskiej
- Stanisław Meducki – historyk
- Marta Pawlina-Meducka – literaturoznawczyni
- Mieczysław Piróg – fizyk
- Mieczysław Szalecki – lekarz pediatra
- Marcin Szczurkiewicz – artysta kabaretowy
- Jerzy Wawrzeńczyk – inżynier budownictwa
- Sławomir Zieliński – dziennikarz.